# Département de Quemú Quemú
Le département de Quemú Quemú est une des 22 subdivisions de la province de La Pampa, en Argentine. Son chef-lieu est la ville de Quemú Quemú.
Le département a une superficie de 2 557 km2. Sa population était de 8 756 habitants au recensement de 2001 (source : INDEC).

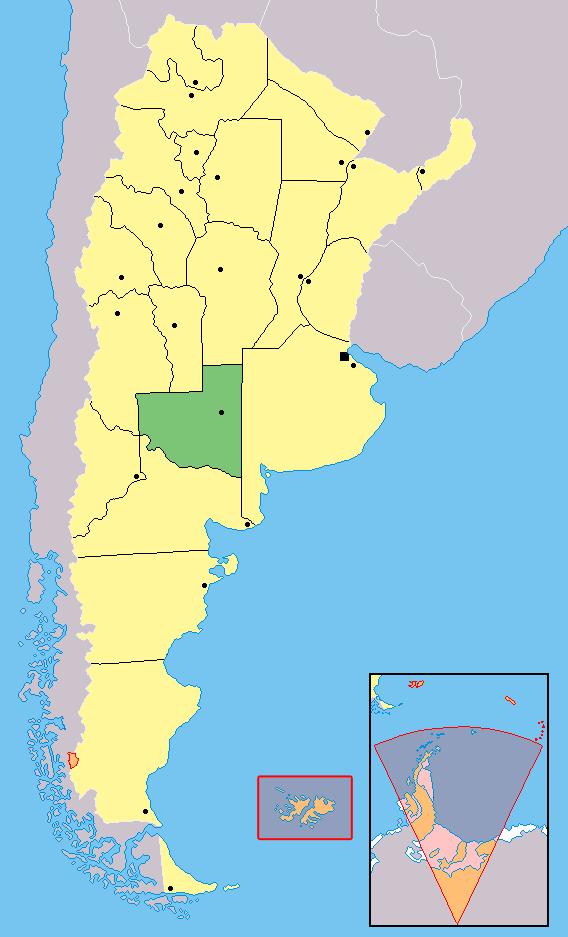
Localisation de la province de La Pampa en Argentine.

## Villes et localités
- Miguel Cané
- Quemú Quemú, chef-lieu
- Relmo
- Villa Mirasol